# Laogai
Laogai (poenostavljena kitajščina: 劳改; tradicionalna kitajščina: 勞改; pinyin: láogăi) je okrajšava za 劳动改造 - láodòng gǎizào, kar pomeni »reforma skozi delo«. Nanaša se na sistem  kitajskih delovnih zaporov in prevzgojnih centrov, ki jih je v začetku 1950-ih let ustanovil Mao Cetung. Model takih zaporov je Maov sistem dobil po vzoru sovjetskih  gulagov. Njihov namen je bil kaznovanje in spreminjanje mišljenja kriminalcev skozi način, ki bi pripomogel k rasti državnega gospodarstva. Večina zapornikov je bila kritikov  komunizma, pripadnikov verskih in etničnih manjšin, lastnikov podjetij, ali družinskih članov pripadnikov prej naštetih skupin.
Sistema laogai ne smemo mešati s sistemom laojiao (劳教; pinyin: Láojiào), ki pomeni »prevzgoja skozi delo«. Izraz »laogai« se nanaša na zapor, kjer so zaprti zločinci, ki so bili obsojeni po kitajskem kazenskem pravu, medtem ko je laojiao zapor za tiste, ki so zločin zakrivili mladoletni in naj bi jih bilo zato lažje prevzgojiti.
Ocenjuje se, da je v taboriščih laogai v času Maovega vladanja umrlo od 15 do 25 milijonov ljudi. Pričevalci so dejali, da so bili zaporniki podvrženi sistematičnemu mučenju in prisilnemu delu ter da so bile usmrtitve in prisilni samomori na kakršen koli način (na primer skok zapornika v sekljalnik pšenice) nekaj običajnega.

## Nastanek in razvoj
V 1950-ih je  Mao Cetung (毛泽东; pinyin: Máozédōng) s pomočjo strokovnjakov iz  Sovjetske zveze po vzoru sovjetskih gulagov začel vpeljevati sistem laogai. V tem obdobju je  Mao s pomočjo taborišč krepil svojo moč, veliko zapornikov je bilo pripadnikov stranke Kuomintang ( 国民党; pinyin: Guómíndǎng). Prvi tak zapor, vzpostavljen s pomočjo Sovjetov, je bil zapor Qincheng (亲城监狱; pinyin: Qīn chéng jiānyù) v bližini Pekinga (北京; pinyin: Běijīng). Ta zapor je bil izoliran in tajen, večina kaznjencev je bila političnih zapornikov.
Med leti 1958 in 1962 je  Kitajska komunistična partija (中国共产党; pinyin: Zhōngguó gòngchǎndǎng) zahtevala, da ima vsak okraj (县) svoje taborišče laogai. V tovrstnem zaporu je lahko pristal prav vsak.  Po  Maotovi smrti leta 1976 njegovi nasledniki, med njimi tudi  Deng Šjaoping (邓小平; pinyin: Dèngxiǎopíng) in Jiang Zemin (江泽民; pinyin: Jiāngzémín), niso javno obsodili Maovih metod. 
Odkar je senat ZDA leta 1990 prvič javno izvedel za obstoj sistema laogai, je ta postal pomembna tema v mednarodni skupnosti. Leta 1994 je Nacionalni ljudski kongres  (全国人民代表大会; pinyin: Quánguó rénmín dàibiǎo dàhuì) razglasil, da se izraz laogai več ne bo uporabljal, namesto tega bo uporabljen izraz “zapor” (监狱; pinyin: jiānyù). Leta 2013 je kitajska vlada razglasila opustitev sistema laogai. 
Organizacija The Laogai Research Foundation je od svoje ustanovitve leta 1992 do danes identificirala 1045 nekdanjih taborišč laogai, čeprav obstajajo ugibanja, da jih je bilo v resnici mnogo več.  Vsega skupaj skozi vsa leta delovanja naj bi bilo v njih na prisilnem delu okoli 6,8 milijonov zapornikov.

## Delovanje
Po prijetju osumljenca je bila dolžina zaslišanj še posebno dolga. Po pričevanjih novinarja kitajsko-francoskega rodu Jeana Pasqualinija, ki je bil zaprt med letoma 1957 in 1964, je njegovo pridržanje trajalo 15 mesecev preden so ga spoznali za krivega delovanja proti ciljem Kitajske komunistične partije in mu prisodili 12 let zapora. V svoji knjigi opisuje srečanje s človekom, ki so ga aretirali po pomoti, saj je imel isto ime kot iskana oseba. Po nekaj mesecih zasliševanj je priznal vse zločine obtoženega in odposlali so ga v taborišče. Ko je bila napaka čez nekaj mesecev odkrita, oblasti niso mogle prepričati po pomoti kaznovanega, da se vrne domov, saj se je ta čutil preveč krivega.
Zaslišanja so imela dvojen namen: pridobitev popolnega priznanja obtoženega in na drugi strani odpoved jetnika vsem pravicam. Od začetka je bilo zaslišanje nastavljeno tako, da je imel spraševalec popolno avtoriteto nad obtoženim. Ti so ponavadi sedeli na tleh ali nizkem stolu, zasliševalci pa na višjem odru.
Zaporniki, ujeti v totalitarnem sistemu, so imeli samo dve možnosti: ali storiti samomor ali priznati krivdo in preživeti, a se s tem odpovedati sebi. Zaporniki so se morali odpovedati svoji identiteti, da so lahko preživeli. Jetničarji so zapornikom dodelili njihove nove vloge, ki so malo po malo uničevale človekov značaj. 

### Predpisi taboriščlaogaipo odredbi Kitajske komunistične partije
Glavna definicija, namen in ostali predpisi taborišč laogai so bili sprejeti že ob ustanovitvi  Ljudske republike Kitajske, leta 1949.
» Glavna naloga taborišč laogai je kaznovanje in reformiranje zločincev. Za konkretno dosego tega cilja jih je potrebo nadzirati na treh ravneh:
- kaznovanje in stalni nadzor
- rehabilitacija
- delo in produkcija, kjer bodo ustvarjali dobrine za družbo.
Taborišča laogai so tako državna kot tudi specializirana podjetja.« 
»Naslednje kategorije ljudi so še posebej zaželene za prevzgojo skozi delo: Protirevolucionarji in antisocialisti, katerih zločini niso dovolj veliki za kazenski pregon, ali so bili izgnani iz vladne uprave, agencije, podjetij, šol, /.../ in nikjer drugje ne morejo zaslužiti dovolj za preživetje.« 

### Vrste taborišč in izdelki
Večina taborišč laogai je bila organizirana v obliki farm, rudnikov ali tovarn. Glede na izjave kitajske vlade je obstajalo več kot 200 različnih tipov izdelkov, ki so bili izvoženi na mednarodni trg. Na vrhuncu je četrtina produkcije kitajskega čaja prihajala iz taborišč. 60% kitajske pridelave kemikalij za gumo je bilo izdelanih v enem samem taborišču v mestu Shengyang. Ena največjih tovarn jeklenih cevi je bilo taborišče laogai. 

### Potek dneva
Spodnji opis je kratek potek dneva v taborišču z imenom Kmetija Tianhe po pričanjih Harrya Wuja , ki je bil med leti 1960 in 1979 zaprt v različnih taboriščih. 
Zaporniki so morali vstati ob 5.30 in ob 6.00 so iz kuhinje pripeljali vozičke s koruzno kašo in koruznim kruhom. Ob 7.00 je kadrovska služba naredila obhod po objektih, zbrala vse zapornike ter vsem bolnim odobrila prost dan. Vse skupaj so odvedli do tovarne, kjer so vsakemu dodelili delo in dolžnosti. Za kosilo so ponovno pripeljali voziček z zelenjavno juho, koruznim kruhom in vodo. Po 30 minutnem odmoru se je delo nadaljevalo do večera, ko so glavni odredili konec delovnega dneva. Ponavadi so se zaporniki v spalne prostore vrnili okoli 18.30, kjer je sledila večerja iz koruzne kaše, koruznega kruha in zelenjavne juhe. Ob 19.30 se je pričela dvourna učna ura. Ob 21.30 so se ob vsakem vremenu vsi zaporniki zbrali pred svojimi barakami za klicanje imen in nagovor vodilnih. Ob 22.00 so morali vsi spat. Ponoči vstajanje in luči niso bile dovoljene do 5.30, ko se je vse spet ponovilo. 
Velika skrb zapornikov je bila izpolnitev dnevne kvote. Preseganje ali nedoseganje dnevne kvote opravljenega dela je močno vplivalo na njihovo življenje. Nedoseganje pričakovanih rezultatov posameznika je lahko povzročilo njegovo osamitev ali manj hrane. Nekateri pa so bili zmožni narediti več od ostalih in so zato dobivali več ali bolj kvalitetno hrano. A ker je bilo za dosego dnevnega cilja potrebno izredno veliko napora, so se zaporniki držali minimalnih zahtev, da bi ohranili čim več energije. 

## Pogoji
Večina informacij o pogojih, v katerih morajo živeti zaporniki v zaporih laogai, prihaja od bivših zapornikov. Harry Wu, bivši zapornik, poroča, so bili pogoji nečloveški. Zapornikom je bila dodeljena ena uniforma in en par gumijastih rokavic na leto. Količina hrane je bila odvisna od tega, koliko so v dnevu naredili, kvaliteta hrane je bila slaba, dobili so predvsem koruzno kašo in koruzni kruh. Zaporniki so bili primorani delati po 12 ur na dan, poslušati in brati komunistični nauk. Zapori so bili ponavadi prenatrpani, zato sta si pogosto po 2 zapornika delila eno postejo. Na 200 zapornikov je bilo v zaporu po 6 tušev in vsi so se morali umiti v roku 30 min. Problematična je bila tudi zdravniška oskrba, do katere naj bi bili zaporniki sicer upravičeni, vendar ponavadi ni bila kvalitetna, pravočasna ali primerna. V nekaterih situacijah so morali zaporniki delati s strupenimi kemikalijami. Zelo redko so imeli priložnosti umiti si roke, celo pred obroki ne. 
Zapornikom so pazniki dnevno tudi grozili z orožjem in jih pretepali. 

## Primerjava z gulagi
Sistem laogai je bil izpeljan po vzoru sovjetskih [[gulag | gulagov, vendar se od njih zelo razlikuje. Zapori laogai so imeli v svojem delovanju tudi program miselnega reformiranja zapornikov. Oba sistema sta v svojih metodah uporabljala ustrahovanje, zavajanje in trpinčenje zapornikov, vendar pa v Sovjetski zvezi niso verjeli, da je človeški um, še posebej um kriminalcev, mogoče prevzgojiti, zato takega programa tudi niso izvajali.  Medtem ko so bile mladoletne osebe še vedno deležne take prevzgoje, na odraslih zapornikih v gulagih tega niso izvajali. 
Druga posebnost je bila v načinu dela. V sovjetskih gulagih zaporniki niso proizvajali izdelkov za trg, ampak so morali izvajati težka fizična dela, kot je kopanje rud, gradnja objektov, železnic, itd. Tudi kitajski zapori laogai so svoje zapornike silili v težko fizično delo, a je to na neki stopnji postalo družbeno koristno in po načelih planskega gospodarstva. Industrijski in kmetijski proizvodi, izdelani v taborišču laogai, so imeli velik delež prodaje znotraj države in izvoza. 